# Clémence de Barking
Clémence de Barking, o Clemence de Berekinge, fou una escriptora anglonormanda de les darreries del segle xii.
Religiosa d'un convent benedictí situat a la rodalia de Londres, Clémence de Barking és l'autora d'una Vida de Santa Caterina molt interessant, en la mesura en què s'hi evidencia una influència del gènere profà de la literatura cortès, especialment el Tristany de Tomàs d'Anglaterra. El tema, la retòrica i l'estil poètic que hi ha es reprenen així amb una connotació metafísica. Clémence dibuixa igualment un paral·lelisme entre ella mateixa i Santa Caterina pel que fa al poder discursiu femení i es presenta com la seva continuadora després del seu martiri.

## Obres
- The life of St. Catherine, Ed. William MacBain, Anglo-Norman Text Society, Oxford, Backwell, 1964